# 深度意象派
深度意向派（Deep Image Poetry），又名深层意象派、新超现实主义（Neo-Surrealism），是美国二十世纪中叶兴起的诗歌运动，其代表人物有罗伯特·勃莱、杰罗姆·罗森堡、詹姆斯·赖特等。该运动继承了自埃兹拉·庞德以来的美国意象派诗歌传统，重视意象的罗列和描写，但同时融汇了欧洲和拉美的超现实主义诗歌的特征，注重挖掘人类无意识（潜意识）的元素。深度意象诗歌通常以无意识的情感驱动意象的跳跃，从而揭露人与感知世界之间的隐蔽关系，或营造出一种超现实的世界。该运动也重视口语和日常经验，并常常通过顿悟（epiphany）或洞察（visual insight）将日常经验转换成诗歌元素。另外，拟人化也是深度意象派的常见手法，诗人常常将人的属性或价值投射到自然元素中以创造、连接意象。
与美国同时期其它诗歌运动一样，深度意象派也被视为新一代诗人对形式主义、新批评派的反叛和革新，但是较之其它诗歌运动，深度意象派则更为松散和分裂。该运动没有统一的纲领和有效的组织，一些诗人同时也是其它运动的代表，一些代表诗人甚至不称呼自己为“深度意象派”。此外，深度意象派亦没有系统的诗学理论。和欧洲的超现实主义相同，罗伯特·勃莱也以精神分析支撑深度意象派的诗学理论——他借用荣格的集体无意识和原型理论，主张诗人应在渗透到无意识的“刹那间”创作，但是勃莱的理论始终归于松散，一些论点甚至相互矛盾，并且没有得到广泛的支持。
上世纪七八十年代，深度意象派取得了巨大的成功，并成为了当时美国诗坛的“主流”。勃莱和赖特等人开创的顿悟、第一人称叙述等手法以及对柔和神秘氛围（aura of gentle mystery）和陌生感（strangness）的强调在当时的美国诗坛大为流行，美国高校中大量创意写作的硕士课程也将深度意象派的技术纳入他们的课程内容。但是，巨大的成功和流行也导致深度意象派的手法和观念变得越来越死板、公式化，他们的常见意象（“月亮”、“黑暗”、“石头”、“骨头”、“羽毛”、“灰烬”等）之后更是变成了诗歌中的陈腔滥调（cliché）。